# اسپندارهای سیپو
اسپندارهای سیپو (نام علمی: Cipocereus) نام یک سرده از کاکتوس‌ها از زمره اسپندارتباران است.